# The Tie That Binds
The Tie That Binds (1984), é um livro de Kent Haruf.
Publicado pela Editora "Vintage Books 2000", ISBN 0-375-72438-9.
O livro foi transformado em filme, e recebeu onome de Blood Line